# آنری ویوتان
آنری ویوتان (فرانسوی: Henri Vieuxtemps‎; فرانسوی: [ɑ̃ʁi fʁɑ̃swa ʒɔzɛf vjøtɑ̃]; ۱۷ فوریهٔ ۱۸۲۰ – ۶ ژوئن ۱۸۸۱) آهنگساز، مدرس موسیقی و نوازندهٔ ویولن اهل بلژیک بود.

آنری از شاگردان زیمون زشتر و آنتونین رایشا بود و بعدها خودش مبدل به یک مدرسِ نامدار موسیقی شد و شاگردان زیادی را تربیت کرد که از آن میان، می‌توان به اوژن ایزایی اشاره کرد.
او یکی از نوازندگان مهم ویولن در تاریخ نوازندگی این ساز و یکی از نمایندگان برجستهٔ مکتب ویلن‌نوازی فرانسوی-بلژیکی در اواسط قرن نوزدهم میلادی است.